# Viberti
Viberti is een Italiaans historisch merk van motorfietsen.
De bedrijfsnaam was Officine Viberti S.p.A., Torino.
Italiaans merk dat in 1956 begon met de productie van bromfietsen en 123 cc motorfietsen. De introductie van de eerste producten, de 50 cc Vi-Vi-scooters en bromfietsen tijdens de show van Milaan, ondervond veel protest van de concurrentie omdat Viberti de machientjes tegen dumpprijzen op de markt zette. De protesten werden afgewezen maar desondanks werd de Vivi-bromfiets geen succes. Rond 1960 werd de productie beëindigd.
Viberti kon de bromfietsen zo goedkoop maken omdat hij zijn frames leverde aan Victoria en deze liet betalen met Victoria-motorblokjes. De samenwerking ging zelfs nog verder: De Victoria Avanti-bromfiets was eigenlijk een Vi-Vi.